# Константин Философ (фильм)
«Константин Философ» (болг. Константин Философ) — болгарский шестисерийный художественный фильм (мини-сериал) 1983 года, реж. Георгия Стоянова о первых тридцати годах жизни византийского мыслителя и дипломата IX века Константина Философа, более известного христианам под своим поздним предсмертным монашеским именем Кирилл. 
Просветитель IX века, создатель славянской азбуки-глаголицы, Константин (Кирилл) Философ после своей смерти был канонизирован православной христианской церковью в качестве святого равноапостольного, учителя словенского.

## Сюжет
842 год. В период завершения «иконоборчества» в Византийской империи, юный Константин, благодаря протекции своего родственника — логофета Феоктиста, попадает из провинциального города Солуни в столицу империи — Константинополь-Царьград, в самый центр правящей византийской верхушки. Там талантливый юноша проходит обучение и одновременно замечает признаки начинающегося разложения и упадка империи. 
Во главе империи в эти годы находится малолетний император Михаил III, окружённый соперничающими придворными группировками, управляемыми несколькими регентами: матерью императора Феодорой, логофетом Феоктистом и дядей императора Варды. В этой непростой обстановке юный Константин успешно овладевает науками и за свою страсть к ним получает при дворе прозвище Философ. Заметив перспективного юношу, придворные группировки пытаются втянуть его в свои интриги, но Константин Философ увлечён только науками и изучением христианского богословия. Он отвергает путь выгодного брака и перспективной карьеры ради служения Богу.
Будучи с детства убеждённым христианином, Константин «Философ» предугадывает будущую роль соседних варваров-славян в спасении византийской ветви христианства. От своих учителей Константин по секрету узнаёт, что в намечающемся расколе единой христианской церкви на западную и восточную, особую стратегическую роль в их соперничестве должна сыграть набирающая силу северная соседка Византии — уже подготовленная к крещению языческая Болгария. При византийском дворе в христианском духе воспитывается пленница — болгарская царевна — сестра будущего болгарского правителя Бориса, и Константин много общается с ней и с другими болгарскими пленниками, среди которых много славян.  
С детства владея славянским языком, Константин задумывается о создании письменности для христианского просвещения славян. На сотни лет раньше эпохи Возрождения Константин приходит к идее будущего равенства всех народов, независимо от их языка и этнического происхождения. 
Однако правители Византийской империи преследуют свои, далеко идущие властные цели. Разделяя и стравливая славянские племена, они пытаются использовать талантливого Константина Философа в качестве инструмента для осуществления своих внутренних и внешних интриг. Но задуманное Константином дело просвещения становится уже неуправляемым для политиков. Создаваемый Константином алфавит, задуманный им как средство объединения славян, становится реальной силой.
856 год. 29-летний Константин Философ решает полностью посвятить себя делу просвещения. Вместе со своими учениками он уходит из Константинополя и присоединяется к своему старшему брату-монаху Михаилу-Мефодию. На этом заканчивается сюжет фильма, но главные свершения Константина будут ещё впереди. Вместе со своим братом Константин ещё посетит Рим и примет от Папы Римского старший монашеский чин и имя Кирилл. Братьям ещё суждено вместе со своими учениками закончить создание славянской азбуки-глаголицы, на основе которой начнёт своё развитие славянская христианская культура.

### Список серий
1. «Солунское чудо»[1]
2. «Душа языка»
3. «Выбор»
4. «У сарацинов»
5. «В начале было Слово»
6. «Зов крови»

## В ролях
- Руси Чанев — Константин Философ
- Марин Янев — Михаил-Мефодий
- Наум Шопов  — логофет Феоктист
- Невена Коканова — болгарская царевна
- Ицхак Финци — Халил
- Георги Черкелов
- Велко Кънев